# Elbert Root
Elbert Root (n. 20 iulie 1915, Charleston, Carolina de Sud, SUA – d. 15 iulie 1983, Boston, Massachusetts, SUA) a fost un săritor în apă ce a reprezentat Statele Unite ale Americii, medaliat olimpic. A participat la o ediție a Jocurilor Olimpice (1936) în care a câștigat o medalie de argint.

## Participări
Lista de mai jos prezintă principalele competiții la care a participat Elbert Root de-a lungul carierei.
- diving at the 1936 Summer Olympics – men's 10 metre platform[*]